# Alpheus fasciatus
Alpheus fasciatus is een garnalensoort uit de familie van de Alpheidae. De wetenschappelijke naam van de soort is voor het eerst geldig gepubliceerd in 1878 door Lockington.